# Viana del Alentejo
Viana del Alentejo (en portugués, Viana do Alentejo) es una villa portuguesa en el distrito de Évora, región Alentejo y comunidad intermunicipal de Alentejo Central, con cerca de 2800 habitantes. En otros tiempos fue conocida como Viana-a-par-de-Alvito.[cita requerida]

## Geografía
Es sede de un municipio con 393,92 km² de área y 5319 habitantes (2021) subdividido en 3 freguesias. El municipio está limitado al norte por el municipio de Montemor-el-Nuevo, al nordeste por Évora, al este por Portel, al sudeste por Cuba, al sur por Alvito y al sudoeste y oeste por Alcázar del Sal.

## Demografía
| Gráfica de evolución demográfica de Viana do Alentejo entre 1864 y 2021 |
|                                                                         |
| Datos según el nomenclátor publicado por el INE portugués.              |

## Freguesias

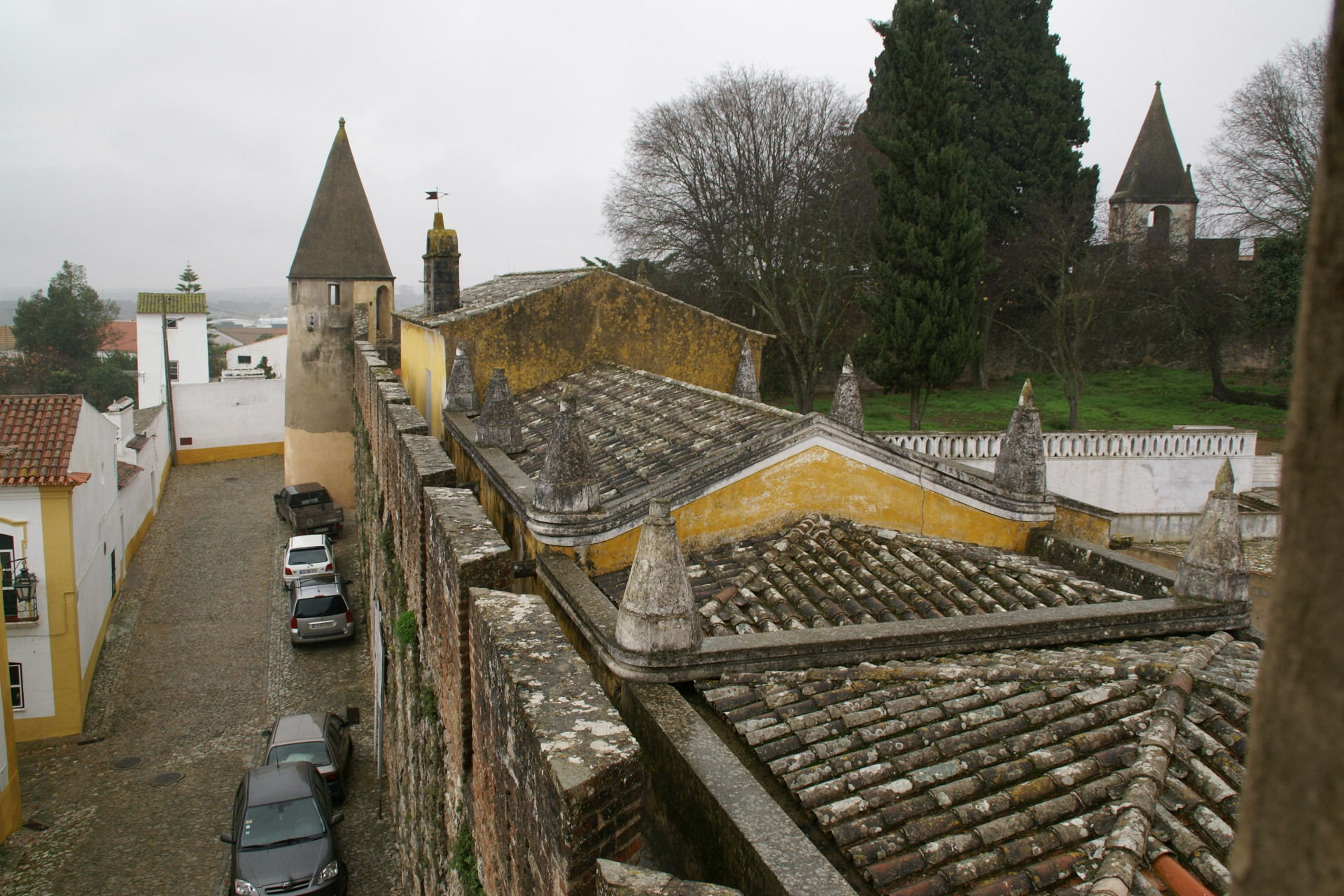
Castillo de Viana.

- Aguiar
- Alcazobas
- Viana del Alentejo